# تعداد بنغلاديش 2011
تعداد بنغلاديش 2011 في عام 2011 أجرى مكتب بنغلاديش للإحصاء تعدادًا وطنيًا في بنغلاديش، والذي قدم تقديرًا مؤقتًا لإجمالي عدد سكان البلاد بـ 142،319،000 نسمة. التعداد العشري السابق كان تعداد عام 2001. تم تسجيل البيانات من جميع المقاطعات والأوبزيلا والمدن الرئيسية في بنغلاديش بما في ذلك البيانات الإحصائية عن حجم السكان والأسر وتوزيع الجنس والعمر والحالة الاجتماعية والسكان النشطين اقتصاديًا ومحو الأمية والتحصيل العلمي والدين وعدد الأطفال وما إلى ذلك. أجرت بنغلاديش والهند أيضًا أول تعداد مشترك لهما للمناطق الواقعة على طول حدودهما في عام 2011. وفقًا للإحصاء شكل الهندوس 8.5 في المائة من السكان اعتبارًا من عام 2011، بانخفاض عن 9.6 في المائة في عام 2001 التعداد.